# Conocephalinae
Conocephalinae é uma subfamília de esperanças normalmente de corpo robusto (entre 2 e 8 cm) e que apresentam uma estrutura no ápice da cabeça, conhecida como fastígio do vértice, comumente em formato de cone ou espinho. São amplamente distribuídos por todo o mundo (exceto na Antártida) e podem ser encontrados em diferentes ambientes, como pastagens, zonas litorâneas, florestas, montanhas e regiões áridas, além de apresentar espécies que ocupam desde o dossel das árvores e outras que se limitam à serapilheira.
Conocephalinae conta com aproximadamente 1400 espécies válidas, distribuídas em pouco mais 200 gêneros, correspondendo à segunda maior subfamília dentro de Tettigoniidae (perdendo somente para Phaneropterinae, com mais de 2700 espécies).

### Anatomia
O conjunto de características morfológicas que definem essa subfamília são a presença de um espiráculo auditivo torácico em formato elíptico, parcialmente coberto pelo lobo lateral do pronoto; a borda interna da órbita antenal mais baixa que o ápice do fastígio do vértice; os tímpanos (que como em todas as esperanças está localizado nas tíbias anteriores) parcialmente cobertos por uma dobra do exoesqueleto; a porção dorsal do primeiro segmento do tarso com sulcos laterais e ovipositor normalmente longo, em forma de espada, sabre ou foice. O prosterno pode apresentar dois espinhos ou nenhum, inclusive ambas as condições podem ser encontradas em um mesmo gênero. As asas podem ser bem desenvolvidas, parcialmente reduzidas, muito reduzidas ou ausentes (pelo menos em fêmeas).

Características morfológicas de Conocephalinae

### Histórico taxonômico
Esta subfamília foi proposta por Burmeister em 1832 e inicialmente alocada na família Locustina. Naquele momento, o autor usou o sufixo –idae (Conocephalidae), atualmente utilizado para o ranque de família. Porém, se referiu ao grupo atribuindo-o o status de subfamília. Outras subfamílias de esperanças também foram inicialmente tratadas como integrantes de Locustina (também amplamente conhecido como Locustariae, Locustidae, Locustodea ou Phasgonuridae) até a família Tettigoniidae ser erigida formalmente por Krauss em 1902. Krauss discute ostensivamente como os problemas na nomenclatura dos grandes grupos de Orthoptera poderiam ter sido evitados caso a lei da prioridade, que começou em 1758 com a 10ª edição do “Systema Naturae” de Lineu, tivesse sido seguida.
Burmeister originalmente incluiu em Conocephalinae os gêneros Copiphora Burmesiter, Conocephalus Thunberg (gênero tipo), Agraecia Serville, Xiphidium Burmeister, Bucrates Burmeister, Decticus Serville, Tettigonia Linnaeus (Locusta de Fabricius), Hexacentrus Serville, Listroscelis Serville, Saga Charpentier e Gryllacris Serville. Atualmente, esses gêneros estão distribuídos em seis subfamílias (Tettigoniinae, Hexacentrinae, Listroscelidinae, Saginae e Gryllacridinae), pertencentes a duas famílias (Tettigoniidae e Gryllacrididae). O gênero Xiphidium, foi sinonimizado a Conocephalus e, com isso, dos 11 originais, somente quatro desses ainda permanecem em Conocephalinae.
Apesar de ser inicialmente estabelecido como subfamília, diferentes autores utilizaram níveis hierárquico distintos, com esse grupo ora sendo tratado em nível de subfamília, ora de família. Porém, atualmente, o catálogo online de Orthoptera (Orthoptera Species File) o mantém como subfamília, refletindo os resultados de estudos sistemáticos recentes.
Atualmente Conocephalinae apresenta sete tribos: Agraeciini, Armadillagraeciini, Cestrophorini, Coniungopterini, Conocephalini, Copiphorini e Euconchophorini. Outros cinco gêneros não estão alocados em nenhuma tribo (condição conhecida na taxonomia como incertae sedis).

### Relações filogenéticas
Existem poucos trabalhos que testam hipóteses de relações filogenéticas entre as subfamílias de Tettigoniidae, mas em todas elas, Conocephalinae é recuperada como monofilética.
Segundo Gorochov, em um trabalho baseado em caracteres morfológicos, Concoephalinae foi recuperado em uma politomia com Glyphonotini (uma tribo de Tettigoniinae que foi tratada no trabalho no ranque de subfamília) e Hetrodinae. Zhou e colaboradores em 2010, utilizando dados moleculares, recuperaram Conocephalinae como um grupo-irmão de Bradyporinae + Tettigoniinae. Mugleston e colaboradores em 2013, recuperaram Conocephalinae como grupo-irmão de um clado formado por espécies pertencentes à Meconematinae. Porém essa relação não era bem suportada e sensível ao método de recuperação de árvores utilizado. Essa mesma relação foi recuperada subsequentemente por Mugleston e colaboradores em 2016 e 2018.
Ingrisch, em 1998, foi o primeiro a propor hipóteses de relações internas de Conocephalinae. Naquele momento, a subfamília era dividida em apenas quatro tribos (Agraecini, Conocephalini, Copiphorini e Euconchophorini), das quais três foram testadas (somente Euconchophorini não foi abordada). Nesse trabalho, a relação recuperada entre as tribos foi de que Copiphorini era grupo-irmão de um clado formado por Conocephalini mais Agraeciini. Já nos trabalhos de Mugleston e colaboradores de 2013, 2016, 2018, a única tribo recuperada monofilética foi Conocephalini.

### Diversidade
Segundo o Orthoptera Species File, Conocehalinae apresenta aproximadamente 1400 espécies distribuídas em 206 gêneros e 7 tribos (até o ano de 2020). Porém, no Brasil, somente 154 espécies são oficialmente registradas, em 38 gêneros e três tribos: Agraeciini, Conocephalini e Copiphorini, os quais estão listados abaixo:

#### Agraeciini Redtenbacher, 1891
Agraecia agraecioides (Rehn, 1911)
Agraecia dorsalis Karny, 1907
Agraecia punctata (Saint-Fargeau & Serville, 1825)
Eschatoceras dorsatus Redtenbacher, 1891
Eschatoceras punctifrons Redtenbacher, 1891
Eschatoceras spinifrons (De Geer, 1773)
Eschatoceras virescens Redtenbacher, 1891
Hyperomerus crassipes Redtenbacher, 1891
Iaratrox brasilienses Chamorro-Rengifo & Lopes-Andrade, 2015
Iaratrox longicornia Chamorro-Rengifo & Lopes-Andrade, 2015
Iaratrox maculata (Redtenbacher, 1891)
Iaratrox subulata (Redtenbacher, 1891)
Nannagroecia gracilipes Redtenbacher, 1891
Paralobaspis personata Rehn, 1918
Parasubria vittipes (Redtenbacher, 1891)
Redtenbachus viridipennis (Redtenbacher, 1891)
Starkonsa nigrifrons (Redtenbacher, 1891)
Subria amazonica Redtenbacher, 1891
Subria frontalis Karny, 1907
Subria sulcata Redtenbacher, 1891
Uchuca almeirina Tavares, Sovano & Nunes, 2016
Uchuca amacayaca Montealegre-Z. & Morris, 2003
Uchuca ferreirai (Piza, 1976)
Uchuca similis Montealegre-Z. & Morris, 2003
Wuyjugu pizai Tavares, 2020
Yvelinula abbreviata (Redtenbacher, 1891)

#### Conocephalini Burmeister, 1838
Conocephalus (Anisoptera) aberrans (Redtenbacher, 1891)
Conocephalus (Anisoptera) goianus Piza, 1977
Conocephalus (Anisoptera) ochrotelus Rehn & Hebard, 1915
Conocephalus (Anisoptera) recticaudus Bruner, 1915
Conocephalus (Anisoptera) saltator (Saussure, 1859)
Conocephalus (Anisoptera) truncatus (Redtenbacher, 1891)
Conocephalus (Anisoptera) unicolor Bruner, 1915
Conocephalus (Anisoptera) versicolor (Redtenbacher, 1891)
Conocephalus (Opeastylus) longipes (Redtenbacher, 1891)
Conocephalus aculeatus Piza, 1969
Euxiphidion caizanum (Giglio-Tos, 1897)
Euxiphidion subapterum Bruner, 1915
Euxiphidion veroni Chamorro-Rengifo, 2018
Paraxiphidium iriodes Mendes & Oliveira, 2019
Tympanotriba vittata Piza, 1971
Xiphelimum amplipennis Caudell, 1906

#### Copiphorini Karny, 1912
Acantheremus cohni Naskrecki, 1997
Bucrates lanista Rehn, 1918
Bucrates capitatus (De Geer, 1773)
Caetitus porteri (Bolívar, 1903)
Caulopsis acuminata Bruner, 1915
Caulopsis attenuata Bruner, 1915
Caulopsis crassicornis (Piza, 1970)
Caulopsis emarginata Piza, 1958
Caulopsis gracilis Redtenbacher, 1891
Caulopsis gracillima (Walker, 1869)
Caulopsis lancifera Rehn, 1920
Caulopsis obtusa Piza, 1984
Copiphora brachyptera Karny, 1907
Copiphora brevicornis Redtenbacher, 1891
Copiphora capito Stål, 1874
Copiphora cephalotes Saussure & Pictet, 1898
Copiphora coronata Redtenbacher, 1891
Copiphora longicauda Serville, 1831
Copiphora producta (Bolívar, 1903)
Dorycoryphus longirostris Redtenbacher, 1891
Eriolus minimus Karny, 1907
Eriolus paruensis Piza, 1979
Gryporhynchium acutipennis (Redtenbacher, 1891)
Gryporhynchium minor (Bruner, 1915)
Lamniceps gigliotosi Bolívar, 1903
Liostethus gladius Redtenbacher, 1891
Liostethus pugio Redtenbacher, 1891
Loboscelis pilipes Redtenbacher, 1891
Montesa nigridens Walker, 1869
Nemoricultrix costaribeiroi Mello-Leitão, 1940
Neoconocephalus affinis (Palisot de Beauvois, 1805)
Neoconocephalus americanus (Karny, 1907)
Neoconocephalus anodon (Redtenbacher, 1891)
Neoconocephalus assimilis (Karny, 1907)
Neoconocephalus boraceae Piza, 1952
Neoconocephalus boraceanus Piza, 1983
Neoconocephalus brachypterus (Redtenbacher, 1891)
Neoconocephalus brunneri (Redtenbacher, 1891)
Neoconocephalus carinatus (Redtenbacher, 1891)
Neoconocephalus chapadensis Bruner, 1915
Neoconocephalus colligatus (Walker, 1869)
Neoconocephalus colorificus (Walker, 1869)
Neoconocephalus conifrons (Redtenbacher, 1891)
Neoconocephalus corumbaensis Piza, 1969
Neoconocephalus creusae Piza, 1970
Neoconocephalus curitibensis Piza, 1952
Neoconocephalus cylindricus (Karny, 1907)
Neoconocephalus dispar (Karny, 1907)
Neoconocephalus exaltatus (Walker, 1869)
Neoconocephalus ferreirai (Piza, 1971)
Neoconocephalus finitimus (Karny, 1907)
Neoconocephalus flavirostris (Redtenbacher, 1891)
Neoconocephalus gaucho Piza, 1969
Neoconocephalus globifer (Redtenbacher, 1891)
Neoconocephalus globifrons (Karny, 1907)
Neoconocephalus globosus (Karny, 1907)
Neoconocephalus guyvalerioi Piza, 1972
Neoconocephalus ichneumoneus (Bolívar, 1884)
Neoconocephalus incertus (Piza, 1958)
Neoconocephalus infuscatus (Scudder, 1875)
Neoconocephalus irroratus (Burmeister, 1838)
Neoconocephalus karollenkoi Piza, 1983
Neoconocephalus kraussi (Redtenbacher, 1891)
Neoconocephalus lancifer (Burmeister, 1838)
Neoconocephalus lavrensis Piza, 1971
Neoconocephalus longicauda (Karny, 1907)
Neoconocephalus longifossor Bruner, 1915
Neoconocephalus maculosus (Redtenbacher, 1891)
Neoconocephalus major (Karny, 1907)
Neoconocephalus matogrossensis (Piza, 1983)
Neoconocephalus maxillosus (Fabricius, 1775)
Neoconocephalus maximus (Karny, 1907)
Neoconocephalus meridionalis (Kirby, 1906)
Neoconocephalus minor (Karny, 1907)
Neoconocephalus nigricans (Redtenbacher, 1891)
Neoconocephalus paravicinus Piza, 1973
Neoconocephalus precarius Piza, 1975
Neoconocephalus proximus (Redtenbacher, 1891)
Neoconocephalus puiggarii (Bolívar, 1884)
Neoconocephalus pullus (Karny, 1907)
Neoconocephalus redtenbacheri (Karny, 1907)
Neoconocephalus rioclarensis Piza, 1975
Neoconocephalus riparius (Piza, 1983)
Neoconocephalus rufescens (Redtenbacher, 1891)
Neoconocephalus simulator (Walker, 1869)
Neoconocephalus spiniger (Redtenbacher, 1891)
Neoconocephalus spitzi Piza, 1983
Neoconocephalus testaceus (Redtenbacher, 1891)
Neoconocephalus trochiceps (Karny, 1907)
Neoconocephalus truncatirostris (Redtenbacher, 1891)
Neoconocephalus tuberculatus (De Geer, 1773)
Neoconocephalus vernalis (Kirby, 1890)
Neoconocephalus vicinus (Karny, 1907)
Neoconocephalus viridis (Redtenbacher, 1891)
Neoconocephalus vittatus (Piza, 1973)
Neoconocephalus vittipennis (Walker, 1869)
Neoconocephalus xiphophorus Piza, 1975
Oxyprora acanthoceras (Haan, 1843)
Oxyprora acuminata (Linnaeus, 1758)
Oxyprora flavicornis Redtenbacher, 1891
Oxyprora gladiatrix (Piza, 1980)
Oxyprora rostrata Redtenbacher, 1891
Oxyprora surinamensis Redtenbacher, 1891
Parabucrates brevicauda (Scudder, 1869)
Paroxyprora tenuicauda Karny, 1907
Pyrgocorypha mutica Karny, 1907
Pyrgocorypha nigridens (Burmeister, 1838)
Toledopizia salesopolensis (Piza, 1980)
Vestria nigrifrons (Karny, 1907)
Vestria repanda (Walker, 1869)
Vestria viridis (Redtenbacher, 1891)

#### Incertae sedis
Graminofolium amazonensis (Piza, 1958)